# Franz Sagmeister
Franz Sagmeister, né le 21 octobre 1974 est un sportif allemand pratiquant le bobsleigh.

## Palmarès

### Championnats monde
- Médaille de bronze en bob à 2 en 2003.